# Labiostoma
Labiostoma es un género de foraminífero bentónico de la familia Eouvigerinidae, de la superfamilia Eouvigerinoidea, del suborden Rotaliina y del orden Rotaliida. Su especie tipo es Labiostoma cretacea. Su rango cronoestratigráfico abarca el Senoniense (Cretácico superior).

## Clasificación
Labiostoma incluye a las siguientes especies:
- Labiostoma cretacea